# Hülsengemüse
Als Hülsengemüse bezeichnet man eine Gruppe von Grobgemüse, mit einem hohen Anteil an Cellulose. Der Name leitet sich von Gemüsepflanzen ab, die Hülsenfrüchte tragen. Häufig fasst man damit auch Samen- und Fruchtgemüse zusammen. Allgemein bezeichnet man damit frische Erbsen, Buschbohnen und Stangenbohnen.